# Novaki Ozaljski
Novaki Ozaljski is een plaats in de gemeente Ozalj in de Kroatische provincie Karlovac. De plaats telt 63 inwoners (2001).